# Moresco
Moresco – miejscowość i gmina we Włoszech, w regionie Marche, w prowincji Fermo.
Według danych na styczeń 2009 gminę zamieszkiwało 620 osób przy gęstości zaludnienia 98,1 os./km².